# Henri Coandă
Henri Coandă, född 7 juni 1886 i Bukarest, Rumänien, död 25 november 1972 i Bukarest, var en rumänsk fysiker, uppfinnare och pionjär inom aerodynamik. Han har gett namn åt Coandăeffekten.
Coandă påstås ibland ha konstruerat den första jetmotorn redan år 1910, trots att denna aldrig bevisades kunna fungera och byggde på en annan princip än de praktiskt fungerande jetmotorer som började införas på 1930-talet.

## Biografi
Coandăs far var generalen Constantin Coandă som var professor i matematik vid bro- och vägbyggnadsskolan i Bukarest och som en kort tid hösten 1918 var Rumäniens premiärminister. Hans mor Aida Danet var dotter till den franska läkaren Gustave Danet. Han sattes i en militärskola där han tog studentexamen 1903 och fortsatte sedan vid en artilleri-, ingenjörs- och marinofficersskola. När Coandă skickades till Berlin som artilleriofficer påbörjade han studier vid Technische Hochschule i Charlottenburg. 1907–1908 studerade han vid Montefiore-institutet i Liège. En tid efter att han återvänt till Rumänien 1908 tog han avsked från sin tjänst som artilleriofficer. Efter att ha genomfört en lång resa med bil, som tog honom ända till Tibet, tog han sig 1909 till Frankrike och började studier vid den nyskapade l'École Supérieure d'Aéronautique et de Constructions Mécaniques i Paris ("Flyg- och mekanikkonstruktionshögskolan", senare en del av Institut supérieur de l'aéronautique et de l'espace i Toulouse) där han tog examen 1910, som en del av den första kullen av flygingenjörer.

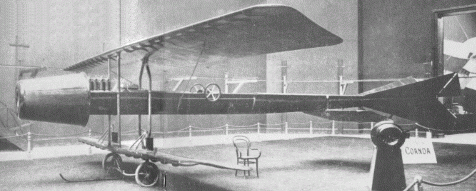
Coandă-1910 utställd vid flygutställnigen i Paris i oktober 1910.

Coandă utvecklade flygplanet Coandă-1910 vid Gianni Capronis verkstad 1910, den flygplansprototyp som flera decennier senare låg till grund för hans egna påståenden om att han utvecklat den första jetmotorn. Han arbetade som teknisk direktör vid Bristol Aeroplane Company 1911–1914 och konstruerade flera olika flygplan som brukar kallas Bristol Coanda Monoplanes. 1915 började han arbeta för Delaunay-Belleville i Frankrike.
1934 beviljades han ett franskt patent som byggde på den strömningsmekaniska Coandăeffekten.
1969 återvände han till Rumänien där han blev direktör för det teknisk-vetenskapliga institutet INCREST. 1971 hjälpte han, tillsammans med Elie Carafoli, till att organisera den flygtekniska institutionen vid Bukarests polytekniska institut.
Bukarests internationella flygplats, Aeroportul Internațional Henri Coandă București är sedan 2004 namngiven efter honom.

## Coandă och jetmotorn

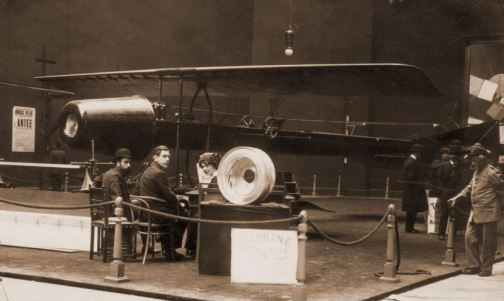
Coandă-1910 med kompressorn utställd till höger om flygplanet.

Coandă ställde ut sin flygplansprototyp Coandă-1910 vid 2:a internationella flygsalongen i Paris oktober-november 1910. Prototypen använde en 4-cylindrig Clerget-kolvmotor för att driva en kompressor som var tänkt att ge framdrift åt flygplanet genom en kombination av sugeffekt framtill och utflöde baktill, istället för att använda en propeller. Han kallade denna konstruktion för turbo-propulseur och fick patent på den 1910. Hans flygplansprototyp väckte uppmärksamhet vid salongen eftersom den var så annorlunda än övriga utställda flygplan, men inga av de samtida rapporterna ger någon indikation på att Coandă-1910 flög i samband med salongen.
Flera jetmotor-liknande patent söktes i olika länder under 1920- och 1930-talen, men de första fungerande turbojetmotorerna testades på marken 1937, dels av Frank Whittle i Storbritannien och dels av Hans von Ohain i Tyskland. 1939 flög det första turbojetmotordrivna flygplanet, Heinkel He 178, med en motor konstruerad av von Ohain. Långt senare, 1956, började Coandă själv sprida andra uppgifter om sin konstruktion från 1910, och lyckades få stor spridning för dessa uppgifter. Han påstod först att avsikten var att injicera bränsle i turbo-propulseurens luftström som skulle antändas av kolvmotorns avgaser för att få till en jeteffekt (trots att hans patentansökan från 1910 inte nämner detta) men att detta inte blivit av att införa. Senare samma år påstod han att bränsle faktiskt hade injicerats i motorn, att flygplanet skulle ha flugit en kort sträcka vid körning på marken i Paris och därefter fattat eld vid landning. 1967 förekom sedan ett exakt datum för denna flygning, 10 december 1910, men inga nyhetsnotiser om någon flygning eller eldsvåda har kunnat återfinnas i samtida källor.

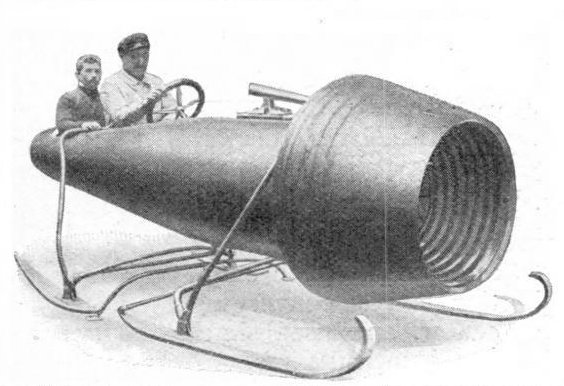
Bild av Coandăs släde från Popular Mechanics 1911.

Uppmärksamheten för turbo-propulseurn ledde till att han kontaktades av storhertig Kirill, kusin till Nikolaj II av Ryssland, för att bygga en snösläde till ryska hovet byggd på samma princip. Coandă byggde omedelbart släden med hjälp av en båttillverkare och försåg den med en 6-cylindrig Grégoiremotor. Släden ställdes ut vid 12:e automobilsalongen i Paris i december 1910 och omnämndes i flera biltidskrifter. I likhet med flygplanet var släden fläktdriven snarare än jetmotordriven, och det är oklart ifall den faktiskt kunde köra.